# Ratusz w Sochaczewie
Ratusz w Sochaczewie – budynek klasycystyczny z lat 1825–1828, wybudowany według planów Bonifacego Witkowskiego. Powstał na miejscu murowanego ratusza powstałego w 1780 roku, rozebranego w 1818 roku. Zniszczony w czasie I wojny światowej został odbudowany w 1918 roku. Od 1973 jest siedzibą Muzeum Ziemi Sochaczewskiej i Pola Bitwy nad Bzurą. Nocą budynek jest iluminowany.
Styl ratusza może przypominać pałac. Fasada została urozmaicona ryzalitem z napisem Muzeum Pomnik, zwieńczonym naczółkiem. Dach jest czterospadowy, a poddasze doświetlone oknami typu wole oko. W ściany wmurowano tablice poświęcone bitwie nad Bzurą.